# Takizawa
Takizawa (滝沢市 Takizawa-shi?) este un municipiu din Japonia, prefectura Iwate.

## Istoric
- 1 aprilie 1889—crearea satului Takizawa în districtul Iwate.
- 1 ianuarie 2014—satul Takizawa a obținut statut de municipiu.